# Ерітія
Ерітія, Еріфія (грец. Erytheia) — дочка Геріона; її ім'ям названо острів, звідки Геракл гнав Геріонових волів.
За Павсанієм, від її зв'язку з Гермесом народився король Тартесса Норакс, котрому приписують заснування міст на островах Нора та Сардинія.